# Halucinogen
Halucinogeny jsou skupina psychoaktivních drog dělící se do tří kategorií, na psychedelika, disociační drogy a delirogeny. Alternativním názvem jsou fantastika. Působí změny vnímání, myšlení, emocí a vědomí. Na rozdíl od ostatních psychoaktivních drog jako jsou stimulanty a opiáty, které působí na běžné oblasti mysli, zkušenosti po těchto látkách připomínají stav transu, meditace a snění.
Tyto látky mají dlouhou historii užití v lékařství a náboženství po celém světě. Jsou užívány v šamanistických metodách léčení a věštění, iniciačních rituálech a náboženských rituálech hnutí jako je Native American Church a Santo Daime.
Na začátku poloviny 20. století se halucinogeny staly objektem širokého zájmu v západním světě. Byly zkoumány za účelem léčby depresí, posttraumatických stresových poruch, obsedantně kompulzivních poruch, alkoholismu, závislosti na opiátech a bolestí hlavy a jiných nemocí. Existovaly také málo úspěšné pokusy na použití jako pomůcky při vyslýchání.
Halucinogeny jsou také využívány jako prostředek k získání náboženských zkušeností, zvýšení kreativity, osobnímu vývoji a „rozšíření mysli“. Užívání psychedelických látek bylo jedním z hlavní prvků proti-kultury 60. let, kdy byly spojovány s různými politickými tendencemi, atmosféru rebelství a mezigeneračními spory.
Až na pár výjimek (např. ketamin) dlouhodobé užívání většiny druhů halucinogenů nezpůsobuje žádnou, nebo jen velmi lehkou, závislost.

## Psychedelika
Slovo psychedelický (z řeckého psyché, duše, mysl + delos, manifest, zjevnost) je vytvořeno za účelem ukázání myšlenky, že tyto látky zjevují skryté, ale reálné aspekty mysli. Užívá se pro mysl měnící látky jako je LSD, psilocybin, DMT, 2C-B, mezkalin, salvinorin A a DOM. Hlavní přírodní zdroje jsou psilocybinové houby, ayahuasca, peyotl, kaktus San Pedro, semena některých rostlin z čeledi svlačcovité, havajská lesní růže a další. Látky s halucinogenními účinky syntetizují i zvířata, například ropucha coloradská - derivát psilocybinu - bufotenin nebo ryba očnatec obecný, která však halucinogenní látku patrně získává a akumuluje z potravy.
Mnoho diskusí se vede nejen o přirozenosti a účincích, ale také o jejich efektech. Jedna prominentní teorie, prvně publikovaná v knize Aldouse Huxleyho Dveře vnímání, používá termín „redukční vlny“. Z tohoto pohledu tyto látky vyřazují „filtrační“ mechanismy mozku. Tento efekt je nazýván „expanze mysli“ a „rozšíření vědomí“. Mnoho drog jako konopí, které lze klasifikovat jako psychedelické (zvláště ve vysokých dávkách), přesto ale nejsou považovány za pravá psychedelika, protože jejich ostatní efekty bývají podobné účinkům sedativ. Mimoto tyto drogy nepůsobí na serotoninové receptory.
Psychedelické účinky se mohou měnit v závislosti na dávkování a prostředí. Rozsah „tripu“, určený látkou, může být krátký a intenzivní jako v případě DMT nebo zdlouhavý jako při ibogainu. Psychedelika mohou působit ve velmi nízkých dávkách (LSD) nebo také poměrně velkých (mezkalin). Některé, jako sluchový halucinogen DIPT, mohou působit na jediný smysl, jiné působí obecně. Některé jsou vhodnější pro samotářské zkušenosti, ale ostatní zvyšují empatii. Mnoho psychedelik (LSD, mezkalin, psilocybin a mnoho jiných) není toxických, proto se jimi nelze otrávit, ani běžně předávkovat.

## Disociační drogy
Disociační drogy redukují (nebo blokují) signály vědomí jiným částem mozku, především fyzické vnímání. Způsobují především smyslovou deprivaci, halucinace a snům podobné stavy. Řadí se mezi ně především PCP (andělský prach), ketamin, muscimol (muchomůrka červená), oxid dusný, Salvinorin A, muškatový oříšek a dextrometorfan (aktivní látka v mnoha sirupech proti kašli).

## Delirogeny
Delirogeny jsou speciální třída disociačních látek, které působí antagonisticky na acetylcholinové receptory. Někdy jsou nazývány „pravé halucinogeny“ protože působí na běžné vnímání. Některé stavy připomínají lucidní snění. Mezi delirogeny se řadí rulík zlomocný, mandragora, blín černý, durman a ve vysokých dávkách některé farmaceutické drogy.